# 串原城
串原城（くしはらじょう）は、岐阜県恵那市串原にあった日本の城。

## 概要
美濃国遠山荘の地頭の遠山氏の分家の串原遠山氏が領内に築いた城。遠山十八支城の一つ。
前期は南柿畑集落に城があり（柿畑城）、後期は大平集落に城があった（大平城）。
串原には、その他にも福原城や松本砦、木根砦が存在した。
天正2年（1574年）武田勝頼は、織田信長を圧迫するため、甲斐・信濃など五箇国の兵力で4月中旬に東美濃の城や砦（苗木城・阿寺城・千旦林城・阿木城・飯羽間城・明知城など）を陥れたが、その時に串原城も落城した。

## 柿畑城
串原城とも「ジョウガネ」とも称し、室町時代前期に築城されたと推察されている城址で標高590m。三方は急な坂で当方の尾根を堀切して土塁とし頂上を平坦にして東西約50m、南北約45mの千畳敷と呼ばれる場所に本丸を築いていた。堀の深さは平均約2.5m、底幅は約2m。簡単素朴な城址である。

## 大平城
串原遠山城とも称する。柿畑城よりも新しい戦国時代の城であり、標高520mの山上にある。山頂に櫓址があり「妙法三保大和守重昌霊」という大きな石碑と、その傍らに月待供養塔がある。空堀は3カ所あり、東側の堀跡は現在山道として利用されている。東南登り口の農家に「殿井戸」という古井戸が残っている。なお、東北麓には「人切場」というところがある。遠山雅楽頭が築城し、その子孫の遠山経景が継いでいたが天正2年（1574年）2月に、武田方の攻撃により落城した。

## 福原城
福原集落の東端で恵那市上矢作町との境の断崖上にあった砦である。目前の矢作川の対岸は三河国であり、当初は今川氏の家臣で後に武田氏→井伊氏の家臣となった川手氏の川手城、川手古城があり、また川手城の東側には押山城もあったので、その監視と串原遠山氏領の関門を目的としていたとみられる。なお、跡地から発掘された骨壺が室町時代中期頃のものと推定されており、また城山は「ジョウノネ」という古称で呼ばれるため、室町時代中期の砦と考えられる。

## 松本砦
串原殿（でん）ともいう。松本集落の中央の高さ20mほどの丘の上にあった。砦といっても串原遠山氏の屋敷であったと考えられている。西隅6.5m下に「姫井戸」があり、落城の際に姫がこの井戸に投身したと伝わっており、この井戸付近で若い婦女子が蛇を見れば姫の怨念の化身であるから祟りがあるとして現在も近寄る者が無い。

## 木根砦
標高470mの通称トリデの山頂にあった。小規模で菱型にした長さ15m、幅9mの削平地と、その下に続く長方形の長さ15m、幅5mの土郭があるだけで、数人しか収容できなかったようである。現在は公共の入浴施設「ささゆりの湯」の敷地内となっている。

## 伝説
武田勢から攻撃された際、遠山與五郎は岩窟に身を隠していたが、愛犬が岩窟の前で吠え続けたため、武田勢に発見され自ら岩窟から出て戦い討死したという。また、重臣の大嶋與市は牛に乗り自ら矢作川に身を投じて自害したという。